# Loudéac
Loudéac település Franciaországban, Côtes-d’Armor megyében. Lakosainak száma 9875 fő (2022. január 1.). Loudéac Saint-Gonnery, Hémonstoir, La Motte, La Prénessaye, Saint-Barnabé, Saint-Caradec, Saint-Maudan és Trévé községekkel határos.

## Népesség
A település népességének változása:
| Lakosok száma | 7212 | 9729 | 9820 | 9619 | 9711 | 9615 | 9571 | 9605 | 9652 | 9875 |
|               | 1968 | 1982 | 1990 | 2006 | 2013 | 2015 | 2017 | 2019 | 2020 | 2022 |